# Пісні на Песах
Песахальні пісні — це пісні в основному з агади, що співають під час седеру, святкової трапези, пов'язаної з єврейським святом Песах.

## Пісні перед їжею
Пісні перед їжею включають:
- Седер (Кадеш Урхац): зміст церемонії седер, що містить назви 15 розділів седера.
- Кідуш : кідуш традиційно співають на особливу мелодію, яка використовується лише на трьох паломницьких святах.
- Ма Ніштана : Чотири запитання традиційно співючи задає найменша дитина за столом.
- Авадім Гаїну: Єдине речення: «Ми були рабами фараона в Єгипті — тепер ми вільні».
- Барух Гамаком: пісня, що вихваляє Бога як загалом, так і за те, що він дав Тору єврейському народу.
- Вегі Шеамда : У кожному поколінні виникають ті, хто хоче нас знищити, але Святий рятує нас від їх рук.
- Даєну : Цього було б достатньо для нас.
- Аль-Ахат: продовження слів Даєну: «Наскільки більше ми повинні бути вдячні Богу», що всі речі Даєну були зроблені для нас.
- Бецеат Ісраель : «Коли Ізраїль вийшов з Єгипту, дім Якова від варварського народу»
- Ма Леха Гаям: Поетичний опис моря, що повертається назад, гір, що стрибають, як барани, пагорбів, як ягнят.

### Ма Ніштана
Основна стаття: Ма Ніштана
«Ма Ніштана» («Чотири запитання») — це чотири запитання, які співає під час пасхального седеру наймолодша дитина за столом, яка здатна. Питання ставляться як частина агади, після Яхац (יחץ), як частина Маігд (מגיד).

### Даєну
Основна стаття: Даєну
«Даєну» — це юдейська пісня, яку традиційно співають під час святкування Песаха. Саме слово по суті означає «Цього б нам було достатньо». «Дай» на івриті означає «достатньо», а суфікс «ену» означає «наш».
У пісні розповідається про низку дарів, які, як вважають, дарував євреям Бог (наприклад, Тора чи Шабат), проголошуючи, що будь-якого з них було б достатньо, щоб висловити більшу вдячність їм загалом.
Він складається з 15 віршів, у яких послідовно розповідається про кожне божественне втручання в історію Виходу. Після кожного божественного чину співається приспів «(якби тільки се Бог учинив) було б нам досить».

## Пісні після їжі

### Еліягу Га-Наві
«Еліягу Га-Наві» ( Ілля Пророк ) благає пророка Іллю, запрошеного гостя на пасхальній трапезі, повернутися незабаром із Месією . Автор невідомого, рефрен заснований на Першій книзі Царів 17:1. Це часто співають при відчиненні дверей для Іллі, коли наливається четвертий келих. Ця пісня також є частиною традиційної суботньої вечірньої служби Гавдала. Приспів такий:
| Транслітерація                                                                                      | Переклад |
| --------------------------------------------------------------------------------------------------- | --- |
| Еліягу гаНаві Еліягу гаТішбі, Еліягу гаГіляді Бімгера в'ямену яво елейну, ім Машиах бен Давід. (x2) | Ілля пророк Ілля тішбіянин , Ілля гіладит Нехай поспішно і в наші дні він прийде до нас з месією, сином Давида. (x2) |

Повна пісня містить дев’ять віршів, які розповідають про мужні та святі вчинки Іллі, кожен з яких починається з אִישׁ ( іш ) – «Чоловік (який)», за ним йде слово в алфавітному акровірші; потім цитата з Малахії 3:23–24, а потім завершується словами «Щасливий, хто бачив уві сні обличчя його [Іллі]». 

## Пісні Нірца
Наступне традиційно співається в Нірца, останньому з 15 розділів седера, присвяченому майже виключно співу.

### Лешана Габаа
Основна стаття: Лешана Габаа
« Лешана Габаа беІрушалаїм»: весь рядок означає « Наступного року в Єрусалимі !» В Ізраїлі багато хто почав читати «Лешана Габаа беІрушалаїм габенуя» («Наступного року у відбудованому Єрусалимі»). Цей рядок використовується як на завершення песахального седеру, так і після богослужіння Неіла (Заключна) на Йом-Кіпур . 

### Адір Бімлуха
Основна стаття: Адір Бімлуха
Адір Бімлуха (також відомий як Кі Ло Нае): У цій пісні немає згадки про Песах, але в кожній строфі декламуються два величні описи Бога, за якими йде позначення натовпу (вчених, вірних, ангелів тощо), які прославляють Його, три рядки в алфавітному акровірші, що триває, з рефреном: «Твій і твій, твій так твоє, тільки твоє, Господи, царство». І строфа завершується словами כִּי לוֹ נָאֶה, כִּי לוֹ יָאֶה׃ – ( кі ло нае, кі ло я-е ) – «Йому належить хвала, Йому гідна хвала». Пісня, очевидно, натхненна Псалмом 74:16 («Твій день, Твоя ніч») і уривком з мідрашу (Буття Рабба 6:2), який розширює ці слова. Авторство та дата створення композиції невідомі, спочатку її співали цілий рік під час трапези, вона не була частиною седеру в XI столітті, але стала частиною седеру за часів рабина Меїра з Ротенбурга в XIII столітті. 

### Адір Гу
Основна стаття: Адір Гу
«Адір Гу» (Він могутній): гімн, який називає чесноти Бога в порядку єврейського алфавіту, висловлюючи надію, що Бог швидко відбудує Святий Храм. Більшість Божих чеснот є прикметниками (наприклад, Святий (Кадош) це він); однак деякі є іменниками (наприклад, Володар він). Традиційна мелодія — дзвінка, мажорна.  Але для алфавітної пісні складено інші мелодії.  Існує також феміністичний варіант пісні рабині Джилл Гаммер, яка називає Бога «Вона» і, цитуючи рабі Хаммер, «підкреслює участь Бога в людських радощах і горях, а також здатність Бога відновити життя силою землі».

### Ехад мі йодеа
Основна стаття: Ехад Мі Йодеа
«Ехад мі йодеа» (Один, хто знає?): Починаючи з одного і закінчуючи тринадцятим, кожен вірш описує іншу релігійну чи світську концепцію, пов’язану з його числом. Наприклад, п'ятий вірш розповідає про п'ять книг Тори, тоді як дев'ятий вірш описує дев'ять місяців вагітності. Після співу кожного нового куплету всі попередні куплети повторюються у порядку зменшення, аж до першого.

### Хад Гад'я
Основна стаття: Хад Гад'я
«Хад Гад'я» («Одне дитя» або «Одне козеня») — це арамейська пісня, яка описує поглинання кожної сутності наступним, від козла до кота, собаки, палиці, вогню, води, вола, м’ясника та ангела смерті, аж до Бога. Багато хто вважає, що в ньому метафорично розповідається про історію євреїв від їх початку до майбутнього месіанського часу.